# 吉川ひよりの超♡まっ茶りタイム!
『吉川ひよりの超♡まっ茶りタイム!』（よしかわひよりのちょうまっちゃりタイム）は、2024年10月7日からFM FUJIで毎週月曜20時00分から20時56分に放送されているラジオ番組である。

## 概要
『GIRLS♥GIRLS♥GIRLS =FULL BOOST=』の放送枠に属しており、MCを務める吉川ひより（超ときめき♡宣伝部）にとって初の冠番組である。
番組では、吉川の近況報告やリスナーからのメールに沿ってトークをしていく内容となっている。また、ときおりゲストを招いてのトークも行われる。

## 出演者
- MC：吉川ひより（超ときめき♡宣伝部）

## ゲスト
2024年
- 12月2日：コレサワ[3]
- 12月9日：辻野かなみ（超ときめき♡宣伝部）[4]

2025年
- 2月3日：夜々[5]
- 3月3日：松浦航大[6]
- 3月10日：キャン・GP・マイカ（GANG PARADE）、アイナスター（GANG PARADE）[7]